# تیم دوچرخه‌سواری سوجاسون
تیم دوچرخه‌سواری سوجاسون (فرانسوی: Sojasun‎) یک تیم دوچرخه‌سواری در کشور فرانسه است.
این تیم در سال ۲۰۰۹ تأسیس و در سال ۲۰۱۳ منحل شده است.